# Salluca moschleri
Salluca moschleri är en fjärilsart som beskrevs av William Schaus 1901. Salluca moschleri ingår i släktet Salluca och familjen tandspinnare. Inga underarter finns listade.